# Regele Lear
Regele Lear este o tragedie scrisă de William Shakespeare care reprezintă o încununare a analizei umanisto-psihologice prezentă în mai toate lucrările marelui dramaturg englez. Piesa descrie coborârea treptată în nebunie a personajului principal, Regele Lear, care după ce fusese lingușit și mințit de fetele sale mai mari, le cedează acestora regatul Angliei. Simultan, dezamăgit de onestitatea fiicei mai mici, care în final încearcă a-și salva tatăl, îi refuză acesteia dreptul de a moșteni o parte a regatului. 
Inspirat de legenda lui Leir of Britain, un rege mitic celtic al erei en  pre-romane, piesa a fost adesea adaptată scenei și ecranului, caracterul principal fiind interpretat de-a lungul timpului de unii dintre cei mai mari actori ai timpului respectiv. 

## Acțiunea piesei
Regele Lear, retrăgându-se de la domnie și stăpânit fiind de iluzia puterii sale nelimitate, își împarte regatul fiicelor sale. 
Le cere însă acestora, înainte de a le împărți regatul, să-și exprime în cuvinte dragostea pe care i-o poartă. Fiicele mai mari, Goneril și Regan, meschine și lingușitoare, îi spun bătrânului vorbe frumoase, exact ceea ce acesta dorea sa audă. Cordelia însă, fire sinceră, îi spune cu naturalețe: „Iubesc pe Majestatea-ta așa cum îmi este datoria, nici mai mult nici mai puțin". Luând acest răspuns drept o adevărată insolență, tatăl își alungă fiica cea mica, dezmoștenind-o. 
Doborât de ingratitudinea fiicelor sale, bătrânul, cu mintea tulburata de durere, rătăcește pe câmpii, înfruntând furtuni și trăsnete. Dintre foștii curteni i-au rămas credincioși doar contele de Kent, Edgar și bufonul. 
Cordelia, devenită între timp regină a Franței, vine în ajutorul tatălui său. Goneril și Regan vor sfârși în mod mizerabil, otrăvindu-se una pe cealaltă, din rivalitate pentru același bărbat, Edmund, comandantul oștilor britanice. 
Cordelia și regele Lear, în timpul luptelor dintre francezi și englezi, ajung prizonierii lui Edmund. Cordelia este omorâtă din porunca lui Edmund, chiar sub ochii bietului sau tată, care se stinge de durere. Cordelia întruchipează în această operă puterea miraculoasa a dragostei și a iertării. Prin dragostea cu care aceasta îl înconjoară, Regele Lear își va găsi liniștea. 
Tema piesei devine universală, prin detaliata descriere a caracterului uman și în special, a transformării determinată de schimbarea unor idealuri și a unei lumi considerată de protagonist, o reflexie ideatică a percepțiilor sale interioare. 

## Personaje
- Lear (realul rege, Lear, regele Britaniei) - rege al Angliei
- Goneril - cea mai mare fiică a lui Lear
- Regan - a doua fiică a lui  Lear
- Cordelia - cea mai tânără fată a lui Lear
- Ducele de Albany – soțul lui Goneril
- Ducele de Cornwall – soțul lui Regan
- Earl of Gloucester
- Earl of Kent – ulterior deghizat în personajul Caius
- Edgar – fiul lui Gloucester
- Edmund – fiul nelegitim al lui Gloucester, loial lui Goneril și comandantul oștilor britanice
- Bufonul – bufonul regelui Lear
- Rege al Franței – pețitor si mai târziu soț al Cordeliei
- Ducele de Burgundia – pețitor al Cordeliei
- Curtean – curtean
- Bătrânul (an old man) – chiriaș al lui Gloucester
- Un ofițer (officer) – angajat al lui Edmund
- Diverși domni – din curtea regală a Cordeliei
- Cavaleri ai regelui Lear
- Ofițeri, mesageri, servitori, soldați și asistenți